# Guy Gardner (ruimtevaarder)
Guy Spence Gardner (Altavista, 6 januari 1948) is een Amerikaans voormalig ruimtevaarder. Gardner’s eerste ruimtevlucht was STS-27 met de spaceshuttle Atlantis en vond plaats op 2 december 1988. Tijdens de missie werden drie satellieten voor het Amerikaanse ministerie van Defensie in een baan rond de Aarde gebracht.
In totaal heeft Gardner twee ruimtevluchten op zijn naam staan. In 1991 verliet hij NASA en ging hij als astronaut met pensioen.